# Interprovincial Championship 1967-68
El Interprovincial Championship de 1967-68 fue la vigésimo segunda edición del torneo de equipos provinciales de la Isla de Irlanda, es decir tanto de la República de Irlanda como de Irlanda del Norte.

## Sistema de disputa
El torneo se disputó en formato de todos contra todos, otorgando 2 puntos por el triunfo, 1 por el empate y 0 por la derrota. El equipo que obtuviera más puntos al final del campeonato era declarado campeón.

## Desarrollo
- Tabla de posiciones:[1]

| Pos. | Equipo         | Encuentros | Encuentros | Encuentros | Encuentros | Tantos | Tantos | Tantos | Puntos |
| Pos. | Equipo         | PJ         | PG         | PE         | PP         | F      | C      | Dif    | Puntos |
| ---- | -------------- | ---------- | ---------- | ---------- | ---------- | ------ | ------ | ------ | ------ |
| 1.º  | Ulster Rugby   | 3          | 3          | 0          | 0          | 36     | 23     | +13    | 6      |
| 2.º  | Leinster Rugby | 3          | 2          | 0          | 1          | 37     | 25     | +12    | 4      |
| 3.º  | Munster Rugby  | 3          | 1          | 0          | 2          | 22     | 30     | -8     | 2      |
| 4.º  | Connacht Rugby | 3          | 0          | 0          | 3          | 32     | 49     | -17    | 0      |

|  | Campeón. |

### Resultados
| 1967 | Leinster | 8 - 5 | Munster |  |  |

| 1967 | Leinster | 24 - 11 | Connacht |  |  |

| 1967 | Munster | 11 - 9 | Connacht |  |  |

| 1967 | Ulster | 9 - 5 | Leinster |  |  |

| 1967 | Ulster | 13 - 6 | Munster |  |  |

| 1967 | Ulster | 14 - 12 | Connacht |  |  |

| Bandera de Irlanda |
| Campeón Ulster     |
| Octavo título      |